# بويسدورف
بويسدورف (بالألمانية: Poysdorf) هي مدينة في منطقة ميستلباخ في ولاية النمسا السفلى.